# المية ومية
المية ومية هي بلدة في جنوب لبنان تقع 5 كم شرق صيدا و 45 كم جنوب العاصمة بيروت وهي تطل على البحر الأبيض المتوسط. البلدة تقع على ارتفاع حوالي 156 م (512 قدم) فوق مستوى البحر. تبلغ مساحة بلدة المية ومية (التي يوجد عليها ابنية) 230 هكتارا (2.3 كم مربع – 0.8878 ميل مربع). تحد البلدة عقاريآ عدد من القرى والبلدات: شرقا: القريّة، عين الدلب - غربا: صيدا - شمالا: حارة صيدا وجنوبا: درب السيم وزغدرايا

## تعليل للفظ
وحسب الأساطير، هناك ثلاثة معاني محتملة لإسم البلدة المية ومية:
- أولا: الاسم مقتبس من اللغة الفينيقية «ميو ميا» والذي يعني وجود مكان حيث هناك مياه للتحنيط. في الواقع، هناك العديد من النواويس الفينيقية الموجودة في متحف بيروت الوطني والتي عثر عليها الرحال الدكتور جورج فورد عند بناء معهد جيرار للصبيان (1881) وغيرها من المنشآت والقاعات على أرض المية ومية. هذا الشرف الأفضل لإسم البلدة.
- ثانيا: الاسم يأتي من اللغة العربية «ميًة» والتي تعني الرقم 100.

خلال تعداد عدد القرى التي ربحها الدروز في الحرب خلال القرن التاسع عشر في إقليم التفاح: بلدة المية ومية كانت الرقم 200 على اللائحة. قسم الدروز أرباحهم إلى فئة المئات. ربحنا «ميّة» وهذه «ميّة» ثانية. وهكذا، سميت المية ومية.
- ثالثا: بسبب كثرة المياه في المنطقة، سميت البلدة مية ومية ما معناه مياه ومياه في اللغة الأشورية.

ويتم كتابة اسم البلدة «المية ومية» بعدة طرق منها: مية ومية - ميه وميه - الميه وميه ولكن الاسم الرسمي المسجل في الدولة هو «المية ومية».

## التركيبة السكانية
كان عدد سكان المية ومية قبل الحرب الأهلية في المنطقة (1985) ما يزيد عن 5000 شخص. بسبب التهجير في الحرب الأهلية، حوالي نصف السكان هاجروا إلى الدول الغربية، حوالي الربع أقاموا في العاصمة بيروت والباقي عاد واستقر في المية ومية. سكان المية ومية بمعظمهم من الكاثوليك(85%)، بالإضافة إلى بعض الموارنة (7%)، البروتستانت (6%) والمعمدانيين (2%).
وتُشكل بلدة المية ومية نموذجاً للعيش المشترك فيها، إذ يقطنها مسلمون ومسيحيون، وتعتبر نقطة تلاقي بين المدينة صيدا وقرى منطقتها. وقد تغيرت ديموغرافية البلدة بشكل كبير بعد الحرب اللبنانية ونزوح وهجرة قسم من أبنائها المسيحيين ما قابله زيادة في السكان من الطوائف الأخرى. عدد المقيمين في البلدة يتضاعف عندما يعود المغتربون لتمضية عطلاتهم الصيفية في موطن أجدادهم. اللغة العربية هي اللغة الأساسية; وتستخدم أيضا اللغتان الإنكليزية والفرنسية.

## أحياء
نلفت النظر إلى أن بعض الأحياء المدونة أسماؤها أدناه تتضمن أحياء أصغر وسيعاد النظر والتدقيق فيها لاحقا
- الأشرفية التحتا
- الأشرفية الفوقا
- البركة
- البيادر
- البير
- الحرش
- الحوش
- الخربة
- الخلّي
- الروس
- السبيل
- السهلة
- الشابي
- العريض
- العواد
- العيار
- الفرن
- القطعات
- الكنيسة
- المحافر

بيولا *
- تربة شيري
- جب الهون
- جل الأشقر
- جل الطويل
- جل العجل
- جل العقيل
- جلاع الدين
- جلالي العبدي
- جلالي العنب
- خلالي
- خندق الواوية
- سكيكيني
- عين زيتون
- كرم الرزين
- كرم الصوان
- مغاريق
- نبعة مار جريس

## التاريخ

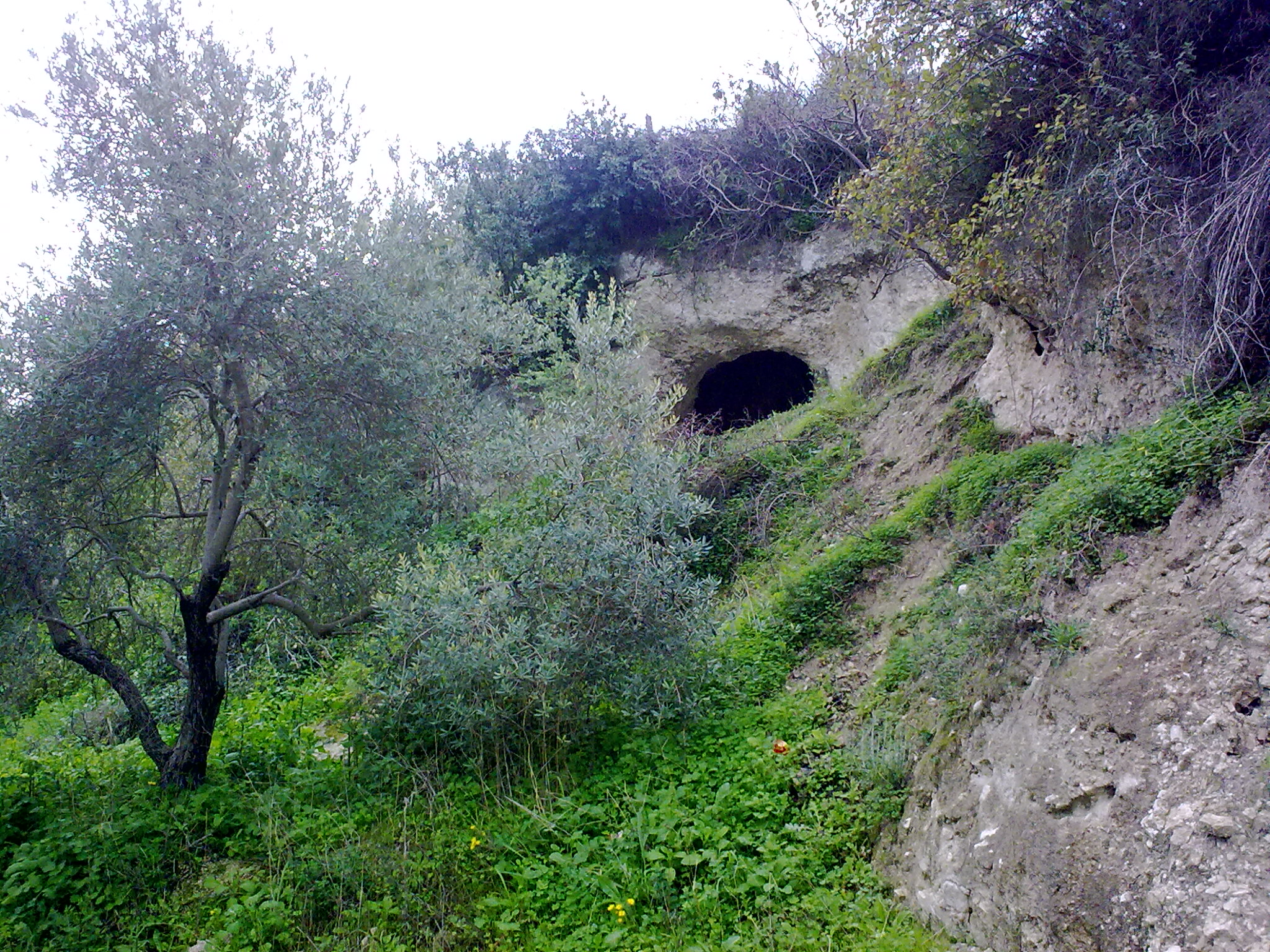
كهف فينيقي, المية ومية

في القرن السابع عشر، كانت المية ومية بمعظمها أرض زراعية مملوكة من قبل عدد من العائلات الغنية. عائلات «أبو نكد» و«فضول» كانت تملك نصف مساحات البلدة وكانت الدولة تملك الباقي.
في القرن الثامن عشر، بدأ المسيحيون بالانتقال إلى القرية، وشجعت الدولة المزارعين من خلال منحهم أراضي لزراعتها. وكان على المزارعين في المقابل دفع 10% من المحاصيل. في القرن التاسع عشر، وصل المبشرون الأميركيون إلى القرية للعمل التبشيري. في عام 1985، امتدت الحرب الأهلية اللبنانية إلى جنوب لبنان، وهرب سكان القرية حفاظا على سلامتهم إلى اقصى الجنوب بينما توجه اخرون إلى العاصمة. ومن هناك بدأوا رحلتهم في الخارج إلى أكثر من 26 بلدا. الأغلبية ذهبت إلى الولايات المتحدة الأميركية وكندا وأستراليا. وفي آب/أغسطس 1991، عاد مهجرو المية ومية وبدأوا بإعادة بناء القرية التي دمرت تماما. واليوم المية ومية مليئة بالحياة وأصبحت أفضل مما كانت عليه قبل الحرب. المهاجرون الذين يعيشون بعيدا عن ديارهم حملوا بلدتهم الصغيرة في قلوبهم وبشعور بالفخر من تراثها. هذا الحب العميق والشغف قادهم في حياتهم اليومية وأمّن بوصلة أخلاقية لهم.
سكان المية ومية يتألفون من العائلات التالية:
- أبو ايليا
- أبو حمرا
- أبو زيد
- أبو عقل
- أسعد
- أسطفان
- الحايك
- الحصني
- الحنا
- الخوند
- الشباب
- الشمالي
- الشويري
- الصغبيني
- العموري
- أمين
- أندراوس
- بو سابا
- بو شعر
- توما
- جاك
- جبران
- جبور
- جرجس
- جرجورة
- حداد
- حنا
- خلف
- خليل
- خوري
- داغر
- دانيال
- درويش
- ديب
- رحال
- رزق الله
- سمعان
- سيقلي
- صليبا
- ضاهر
- طيار
- عبد العزيز
- عبد الله
- عبدو
- عساف
- عودة
- فرنسيس
- قربان
- قزحيا
- قسطنطين
- مارون
- متى
- مخول
- منصور
- موسى
- ناهض
- نجم
- نوفل
- هيكل
- واكيم
- وردة
- ونا

## الثقافة والفن
كل سنة في منتصف يوليو/ تموز، نادي العرين الرياضي وبلدية المية ومية يقيمان مهرجانا رياضيا لمدة اسبوعين يتضمن العاب ومسابقات وغيرها من الأحداث الحية المسماة «كرمس» أو الكرنفال. وبالإضافة إلى ذلك، رعت المنظمة الدولية للرؤية العالمية مكتبة في المدينة، والتي عززت قدرات وموارد الطلاب الشباب فضلا عن الكبار. كذلك يقع في البلدة مستوصف أو عيادة لتوفير الرعاية الطبية بصورة رئيسة الي المسنين. هذه الخـدمة القيمة توفر للمسنين سهولة الوصول علي بعد مسافة قصيرة.
يذكر أنه كان لبلدة المية ومية فنان شهير وهو رسام ونحات. السيد رشيد جرجس سمعان درس الفن في أرقى معاهد الفنون في إيطاليا، تخرج بدرجة جيد جدا وعاد إلى وطنه مسقط رأسه لخدمة مجتمعه وبلده. نحت الكثير من التماثيل الشهيرة وأبرزها كان تمثال الرئيس المصرى الراحل جمال عبد الناصر، معروف سعد، وتمثال الأمومة. السيد سمعان عرف بالفنان الشغوف والشاعر الذي حول مفهوم ممل إلى شكل ساحر وجميل ومغري من الجمال الفني. تتميز البلدة حاليا بوجود شخصين محترفين ذات طراز رفيع بجمال الفن والادب: الدكتور منيف موسى وحنا شكيب بوسابا.

## اقتصاد
النشاط الرئيسي في المية ومية هي الزراعة. البلدة تنتج زيت الزيتون والزيتون والتين والأكي دنيا. بعض اشجار الزيتون يعود تاريخها إلى أيام الامبراطورية العثمانية، بينما تعود بغضها إلى عهد الأمير فخر الدين الثاني المعني الكبير. الرزق من المنتجات الزراعية تضاءل مع مرور الوقت. جيل الشباب ركز جهده على التعليم العالى حيث ظهر المهنيون المحترفون مثل: الأطباء، أطباء الأسنان، أصحاب الأعمال والمحامين والمهندسين وغيرهم. على مر السنين، قدمت المية ومية نصيبها العادل من الضباط والجنود إلى البلد الذي أحبوه وعشقوه. ارتدوا الزي العسكري بفخر وبعضهم ضحوا بأرواحهم من أجل بلدهم.

## التعليم
- المدرسة الإنجيلية الوطنية للبنين والبنات
- ثانوية المية ومية

## الصحة
- مستوصف المية ومية
- مستوصف الحريري
- مستشفى صيدا الحكومي
- مستشفى الهمشري

## المؤسسات
- نادي المية ومية للمسنين
- نادي الضباط

## المناظر الطبيعيه

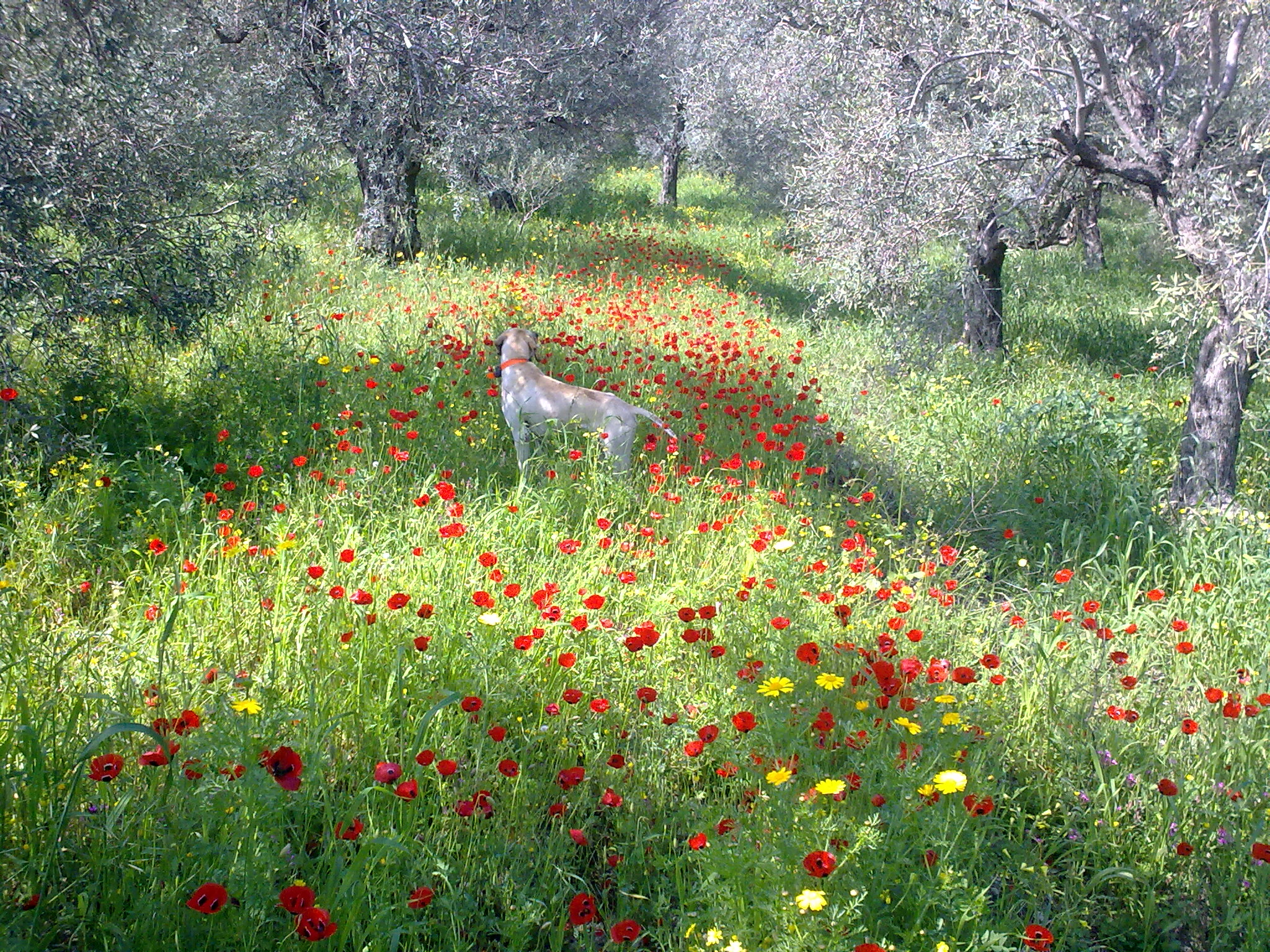
الشقيق و البيسومة في الربيع

المية ومية تتمتع بمناظر دائمة الخضرة حيث تتواجد الأعشاب البرية والأجمة والنباتات العريضة الأوراق المخضرة دائما
نوع التربة: التربة مخصبة وصالحة للزراعة وهي في حالة تشبع عالية. لا يوجد ملاريا.
المية ومية تقع في منطقة زلازل نشطة بمعدل زلزال ضخم كل 50 عاما، ووقوع زلازل في 6 و 7 درجات بمقياس ريختر. وهناك نسبة متوسطة إلى مرتفعة بحدوث الفيضانات مع عامل خطر سبعة من اصل 10. كما ان خطر الجفاف في البلدة موجود مع عامل خطر من 9 من اصل 10.

## المناخ
الظروف المناخية في المية ومية معتدلة والفصول محددة بوضوح. الصيف حار وجاف، بينما الشتاء بارد ورطب. درجات الحرارة في المية ومية تعتبر معتدلة والمناخ حار ورطب. تمتد أشهر الصيف من حزيران/يونيو إلى أيلول/سبتمبر، وهو الوقت الأكثر شعبية لزيارة البلدة مع درجات حرارة تصل إلى ذروتها في تموز/يوليو وآب/أغسطس. في أيام الصيف الأكثر حرارة، تصل درجة الحرارة إلى نحو 31 درجة مئوية (88 درجة فهرنهايت) وأحيانا تمر البلدة بأجواء من الحرارة القوية. يمتد الشتاء من كانون الأول/ديسمبر إلى آذار/مارس، وخلال هذا الوقت، يهطل الكثير من المطر. الظروف المناخية في الشتاء أكثر اعتدالا ونادرا ما تنخفض الحرارة عن 11 درجة مئوية (52 درجة فهرنهايت). الربيع والخريف يتميزان بالاعتدال حيث المناخ دافئ قليلا ولكن ليس إلى حد لا يطاق. تحدث في المية ومية حالات من الرياح القوية تسمى «شلوق» (المعروفة أيضا باسم «سيروكو» في أوروبا وباسم «خماسين» في شمال افريقيا). هذه الرياح أكثر شيوعا في فصلي الخريف والربيع. رياح «شلوق» هي غبار أحمر مصدره الصحراء ويرتبط بالعواصف والامطار الغزيرة والرياح القوية للغاية ومدتها قد تمتد من نصف يوم إلى عدة أيام (عادة 4 أيام).
| البيانات المناخية لـالمية ومية | البيانات المناخية لـالمية ومية | البيانات المناخية لـالمية ومية | البيانات المناخية لـالمية ومية | البيانات المناخية لـالمية ومية | البيانات المناخية لـالمية ومية | البيانات المناخية لـالمية ومية | البيانات المناخية لـالمية ومية | البيانات المناخية لـالمية ومية | البيانات المناخية لـالمية ومية | البيانات المناخية لـالمية ومية | البيانات المناخية لـالمية ومية | البيانات المناخية لـالمية ومية | البيانات المناخية لـالمية ومية |
| الشهر                          | يناير                          | فبراير                         | مارس                           | أبريل                          | مايو                           | يونيو                          | يوليو                          | أغسطس                          | سبتمبر                         | أكتوبر                         | نوفمبر                         | ديسمبر                         | المعدل السنوي                  |
| ------------------------------ | ------------------------------ | ------------------------------ | ------------------------------ | ------------------------------ | ------------------------------ | ------------------------------ | ------------------------------ | ------------------------------ | ------------------------------ | ------------------------------ | ------------------------------ | ------------------------------ | ------------------------------ |
| متوسط درجة الحرارة الكبرى °ف   | 54                             | 61                             | 66                             | 72                             | 79                             | 81                             | 84                             | 84                             | 84                             | 77                             | 66                             | 55                             | 72                             |
| متوسط درجة الحرارة الصغرى °ف   | 48                             | 54                             | 61                             | 66                             | 73                             | 75                             | 79                             | 77                             | 79                             | 70                             | 61                             | 50                             | 66                             |
| الهطول إنش                     | 12.0                           | 4.9                            | 1.2                            | 3.5                            | 1.2                            | 0.6                            | 0                              | 0.0                            | 0.1                            | 4.7                            | 2.0                            | 8.5                            | 38.7                           |
| متوسط درجة الحرارة الكبرى °م   | 12                             | 16                             | 19                             | 22                             | 26                             | 27                             | 29                             | 29                             | 29                             | 25                             | 19                             | 13                             | 22                             |
| متوسط درجة الحرارة الصغرى °م   | 9                              | 12                             | 16                             | 19                             | 23                             | 24                             | 26                             | 25                             | 26                             | 21                             | 16                             | 10                             | 19                             |
| الهطول مم                      | 305                            | 125                            | 31                             | 89                             | 31                             | 15                             | 0                              | 1                              | 2                              | 120                            | 51                             | 215                            | 985                            |
| المصدر:                        |                                |                                |                                |                                |                                |                                |                                |                                |                                |                                |                                |                                |                                |

## حدائق ومنتجعات ترفيهيه
- تأسست حديقة المية ومية في عام 2001
- حديقة البيادر تستخدم للأنشطة الدينية والأحداث الرياضية. هذه الأرض كان يملكها عدة اسر من المزارعين. في هذا الموقع، اعتاد المزارعون على حصاد القمح بأداة فك الحبوب، ثم يزج بها في الهواء. العناصر الأخف وزنا تطير في الهواء بينما تتساقط حبوب القمح الأكثر وزنا على الأرض. ثم يقوم المزارعون بجمع الحبوب وبيعها في الطاحونة المحلية. على مر السنين، تبرعوا بملكية هذه الأرض لمصلحة البلدة.

## مواقع دينية وتاريخية
- نبعة مار جريس

راع من القرية حلم عدة أحلام متباينة خلال فترة من الزمن. دائما في هذه الأحلام، كان فارس (بالمرجع، القديس جرجس) يركب حصانا ابيضا بينما كان الراعي يرعى غنمه. في كل حلم، كان الفارس يقول للراعي أن يخبر المسؤول عن البلدة وكاهن القرية بضرورة إحداث حفرة في هذا المكان بعينه (33°32′45.00″N 35°23′16.98″E / 33.5458333°N 35.3880500°E) وسيكون في البلدة ينبوع مياه طبيعية. واضاف الفارس، في حالة لم يصدقك أهل البلدة، خذ غصن الزيتون المثمر هذا كدليل. عندما حدث ذلك، كان محصول الزيتون والفاكهة انتهى. اهالي القرية لم يصدقوا الراعي في البداية حتى أظهر لهم غصن الزيتون مع الفواكه. فحفروا حيث دلهم القديس جرجس فخرجت المياه.أصبحت نبعة مار جرجس الطبيعية مكانا مقدسا وأصبح مقصدا للعديد من الأشخاص معظمهم للصلاة وتضميد الجراح. المسنون في القرية يخبرون هذه القصة من جيل إلى جيل. للاسف، بعد الحرب الاهلية في عام 1985 وتشريد سكان البلدة، تم جرف نبعة مار جريس الطبيعية بواسطة الجرافات ووباتت مغطاة بالأوساخ.
- قاعة رامابو (Ramapo Hall)

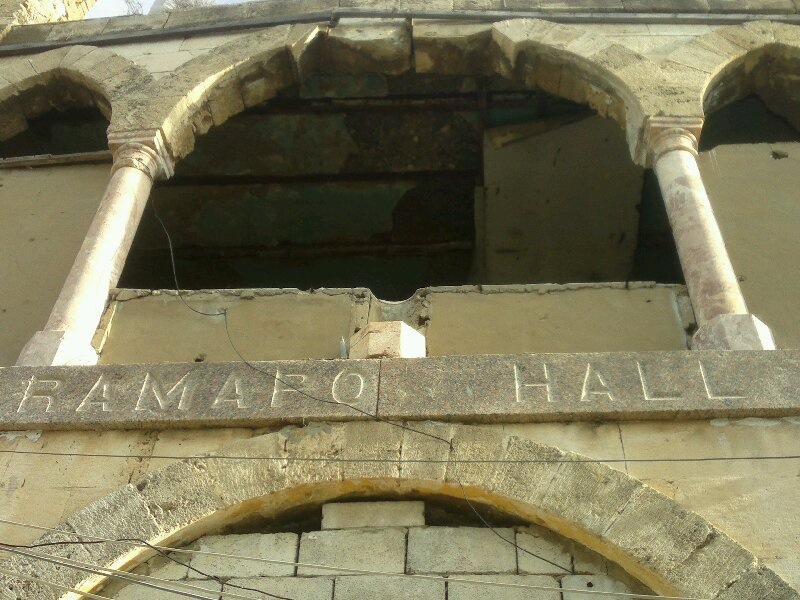
الواجهة الجانبيه (December 8, 2012)
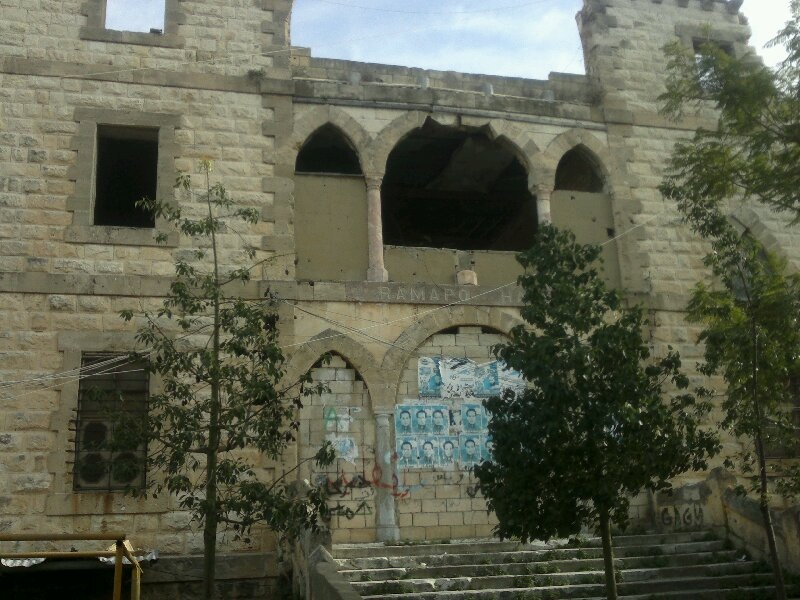
المدخل 1 (December 8, 2012)
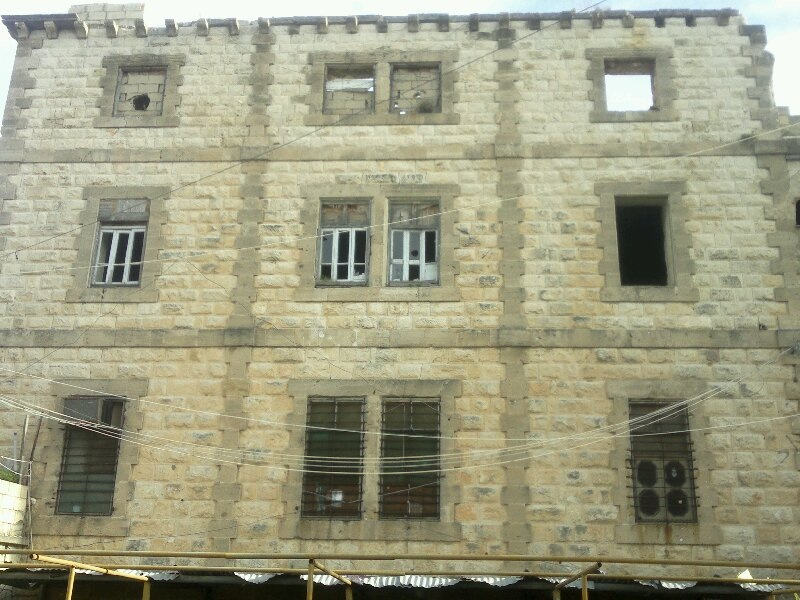
المدخل 2 (December 8, 2012)

المدرسة الوطنية الإنجيلية للبنات والبنين هي واحدة من سينودوس المدارس الإنجيلية الوطنية في لبنان. هي مدرسة خاصة نتجت عن وحدة مدرستين تاريخيتين شهيرتين: مدرسة صيدون الإنجيلية للبنات والتي تأسست عام 1862 ومعهد جيرار للبنين والذي تم تأسيسه عام 1881 من قبل المرسلين ويليام كينغ ايدي والدكتور جورج فورد.
كان للدكتور فورد رؤية أكبر لإنشاء مركز للأيتام وغيره من المنشآت على تلال المية ومية المطلة على مدينة صيدا القديمة. ولكن، بما أنه كان بحاجة للمال للبدء بالبناء، سافر إلى رامابو في نيويورك وأمن التبرعات من المجتمع المحلي المسيحي. الكلمة «رامابو» مصدرها أميركي ومعناها «المياه الحلوة» أو «الصخور المائلة». في العام 1881, مع تأمين أموال التبرعات، بنى قاعة «رامابو»، قاعة السلام وغيرها من المباني في المية ومية. خلال الحرب العالمية الثانية، الفوج السابع الأسترالي  مع قوات بريطانية ومن فرنسا الحرة، مدعومين من القوات الجوية الملكي الأسترالية والبحرية الملكية الأسترالية وسلاح الجو الملكي قاتلوا للحصول على المية ومية ضد القوات الفرنسية التابعة لفيشي عام 1941.
قامت قوات فرنسا الحرة بتحويل الميتم إلى سجن عندما تغلبوا على فرنسيي حكومة فيشي. في العام 1942-1943، ناضل اللبنانيون للإستقلال عن فرنسا. ردت السلطات الفرنسية باعتقال وسجن القادة اللبنانيين الأبرز في قاعة «رامابو». توحد القادة اللبنانيين المسيحيين والمسلمين، المدعومين من المجتمع الدولي والقوى الإقليمية للضغط على الحكومة الفرنسية ما أدى إلى إطلاق السجناء في 22 تشرين الثاني 1943 وتم الاعتراف باستقلال لبنان الكامل. في العام 1948، تم طرد الفلسطينيين من أرضهم خلال الصراع الإسرائيلي-الفلسطيني والبعض منهم استقر في ضواحي المية ومية، محتلين الأرض وقاعة «رامابو». منذ ذلك الحين، غرب المية ومية أصبح معروفا بمخيم المية ومية للاجئين. أيضا، أسفل مخيم المية ومية، تم إنشاء مخيم آخر في ذلك الوقت وأصبح معروفا بمخيم عين الحلوة للاجئين الفلسطينيين.